# 후고 폰 호프만스탈

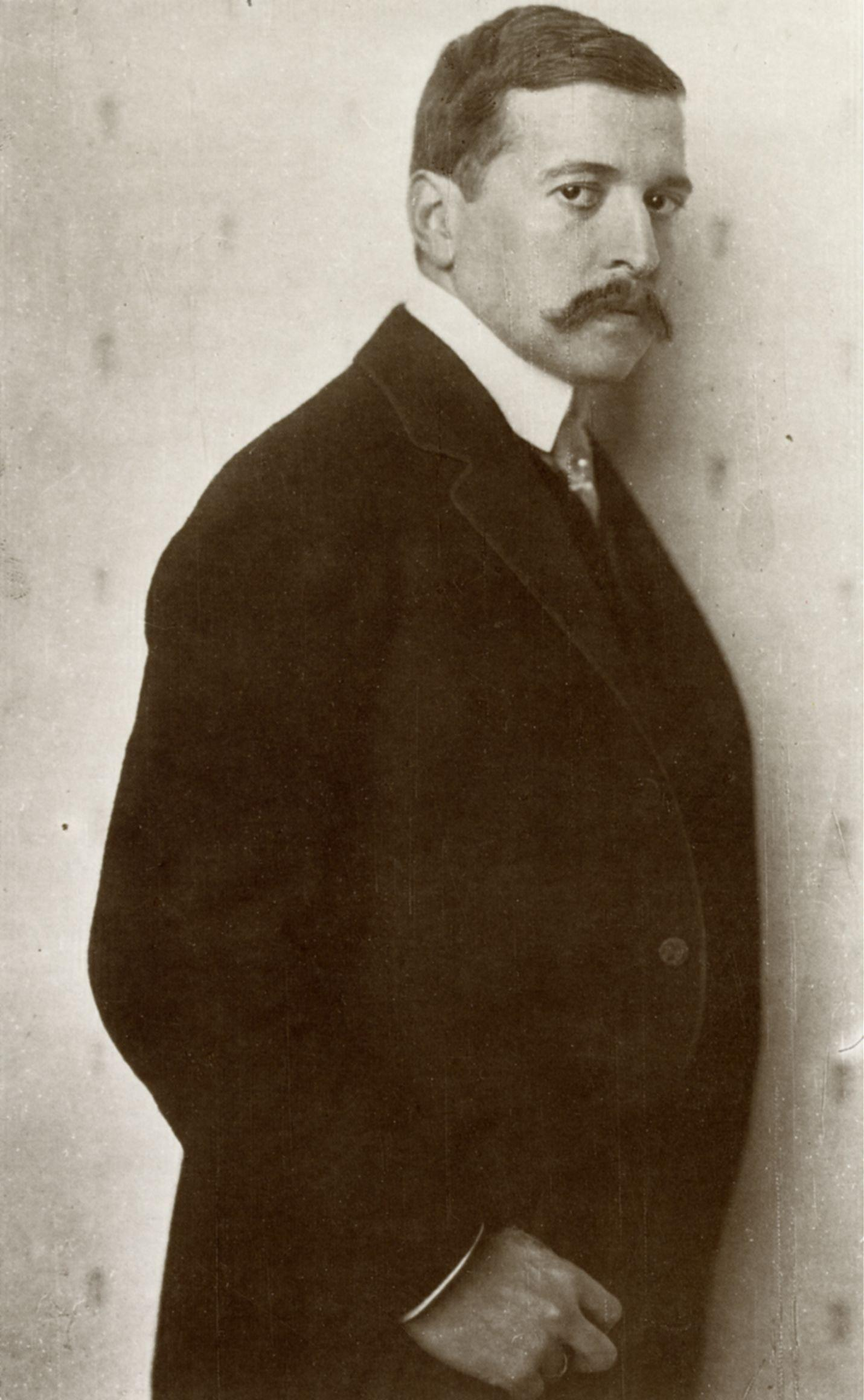
1910년

후고 폰 호프만스탈(Hugo von Hofmannsthal, 1874년 ~ 1929년)은 오스트리아의 시인 및 극작가이다. 빈에서 출생하였으며, 17살 때 《어제》를 발표하고 계속하여 서정시와 극을 발표하였는데, 특히 《바보와 죽음》은 유명하다. 당시는 자연주의 시대의 절정기였는데도, 그는 개인주의적, 귀족주의적, 유미주의적인 서정극을 발표하였다. 고전극을 번역한 《엘렉트라》와 오페라라 대본도 썼다. 특히 오페라 대본 《장미 기사》는 리하르트 슈트라우스의 작곡으로 유명해졌다. 그 밖에 우화 소설 《그림자 없는 여자》와 서정적인 상징시를 모은 《시집》이 있다. 그는 독일 '세기말(Fin de siècle)'과 '빈 현대주의(Wiener Moderne)'의 가장 중요한 대표자 중의 한 사람으로 간주된다.

## 생애

### 출생과 청소년기
후고 폰 호프만스탈에게는 보헤미아계, 유대계, 롬바르디아계 선조들이 있었다. 그의 유대계 정통주의자였던 증조할아버지 이삭 뢰브 호프만(Isaak Löw Hofmann 1759-1849년)는 성공한 산업가였고, 페르디난트 1세에 의해서 귀족으로 서임되었다. 그는 오스트리아에 견직산업을 도입했고, 대가족을 위해서 상당한 재산을 모았다. 그의 아들이자 상속자였던 아우구스틴 에밀 폰 호프만스탈(Augustin Emil von Hofmannsthal 1815-1881년)은 가톨릭으로 개종을 했고, 1850년 시민 출신의 이탈리아인 페트로닐라 오르디오니(Petronilla Ordioni 1815-1898년)와 결혼했다.작가의 아버지인 후고 아우구스트 호프만(Hugo August Peter Hofmann 1841-1915년)은 결혼을 하지 않은 상태에서 태어났고, 양친이 결혼식을 거행하고 나서야 비로소 합법적으로 호적에 올려졌다. 그는 법률을 공부했고, 빈 은행의 행장으로 승진을 했고, 공증인의 딸이었던 안나 마리아 조제파 폴로이트너(Anna Maria Josefa Fohleutner 1852-1904년)와 결혼했다. 1873년 '창업자 시대'의 파산이 발생했을 때 그들은 전 재산을 잃었다. 그 결과 그의 가족은 아버지의 수입에 의존을 하게 되었다. 후고 폰 호프만스탈은 자신의 돈을 직접 벌어야만 했고, 가난에 대한 지속적인 불안을 지닌 채 살았다. 그의 주변 사람들은 그의 출생에 대한 다른 측면에 관해서 그와는 다른 견해를 대변했다. 작가 호프만스탈은 자신을 항상 가톨릭을 믿는 귀족으로 간주했고, 분위기에 휩쓸려서 명백하게 반유대주의적인 언급을 하는 것을 꺼리지 않았던 반면에, 그의 친구와 마찬가지로 반대자들도 그를 종종 '유대계' 지식인으로 불렀다.
호프만스탈의 가족은 교육에 상당한 가치를 부여했다. 유일한 자식이었던 후고는 처음에는 가정교사에 의해서 교육을 받았고, 1884년 이후부터 오스트리아 왕국의 엘리트 학교였던 빈 아카데미 김나지움을 다녔다. 그는 무엇보다도 이탈리아어, 프랑스어, 영어, 라틴어와 그리스어를 배웠다. 그는 엄청나게 책을 읽었고, 조숙하게 지식인들과 교류를 했고, 아주 뛰어난 학생이었다.
어려서부터 후고는 프리드리히 니체로부터 영향을 받은 최초의 시들을 쓰기 시작했다. 그는 학생신분으로는 발표를 할 수 없었기 때문에, 그의 시들은 잡지 〈디 프레세Die Presse〉에 로리스(Loris), 로리스 멜리코(Loris Melikow)와 테오필 모렌(Theophil Morren)과 같은 가명으로 인쇄되어 발표되었다. 얼마 지나지 않아서 사람들은 그를 젊은 빈 문학가로 분류하게 되었다. 그 집단은 헤르만 바르(Hermann Bahr), 아르투르 슈니츨러, 펠릭스 잘텐(Felix Salten)과 같은 아주 이질적인 작가들로 구성된 문학가 무리였다. 그는 늙은 헨리크 입센과 게르하르트 하우프트만과도 알게 되었다. 1891년 그는 그의 작품에 지대한 영향을 끼치게 될 슈테판 게오르게를 처음으로 만났다.

### 대학에서의 학업
1892년 호프만스탈은 대학입학 자격시험을 '최우등'으로 취득했다. 법학도였던 아버지의 압력에 따라서 그는 빈 대학에서 법률 공부를 시작했다. 첫 번째 사법 국가 시험에 합격한 후 그는 자원해서 1년 동안 브륀과 괴딩에 있는 6 경기병 연대에서 군복무를 하기 위해서 법학 공부를 중단했다. 베네치아 여행을 마친 후 그는 복학을 했지만, 법률 공부를 중단하고 프랑스 문학을 공부했다. 대학 재학 중에 그는 시인 레오폴트 폰 안드리안(Leopold von Andrian)을 알게 되었고, 그는 평생 동안 그와 우호적인 친교를 맺게 되었다.
1898년 호프만스탈은 〈플레야드 파 시인들의 언어 사용에 관해서〉라는 논문으로 박사학위를 취득했다. 이 후 2년 동안 그는 여행을 하고, 교수자격 시험 논문을 쓰고, 이후의 그의 삶에서 중요하게 될 몇몇 교유 관계를 맺었다. 1898년 가을에 그는 베네치아로 여행을 떠났고, 1899년에는 파리로 여행을 갔다. 그곳에서 그는 모리스 마테를링크와 오귀스트 로댕을 알게 되었다. 같은 해에 그는 라이너 마리아 릴케와 루돌프 카스너(Rudolf Kassner)와도 친교를 맺었다. 그는 그들과 일생 동안 긴밀하게 편지를 주고 받았다. 1900년에 그는 리하르트 슈트라우스를 알게 되었다. 슈트라우스는 당시에 베를린 궁정 오페라의 악장으로 재직하고 있었다. 슈트라우스와의 만남은 호프만스탈에게는 가장 풍성한 결과를 가져다 준 우정이었다.

### 결혼을 해서 일가를 이룸
1901년 호프만스탈은 빈 대학에〈시인 빅토르 위고의 발전에 관한 연구〉라는 제목의 교수자격 시험 논문을 제출했다. 하지만 얼마 지나지 않아서 그는 교수라는 시민적 직업을 거부하기로 결정을 하고 자유 문필가가 되겠다는 결정을 했다. 1901년 6월 1일 그는 친구이자 은행가의 아들이었던 한스 슐레징거의 동생이었던 21살의 게르트루트 슐레징거(Gertrud Schlesinger)와 결혼을 했다. 유대인이었던 게르트루트는 결혼을 하기 전에 기독교로 개종을 했다. 그들은 빈의 교외 지역이 로다운에 있는 바로크 양식의 성으로 이사를 갔다. 이후 게르트루트는 크리스티아네, 프란츠, 라이문트라는 이름을 지닌 세 명의 아이를 낳았다.
호프만스탈의 결혼관은 오늘의 관점에서 보자면 보수적이었다. 그에게는 '성스런 결혼 상태'는 사회 질서의 핵심이고 질서였다. '시인의 아내'인 게르트루트는 일상의 사소한 일로부터 남편을 떼어놓아야 했고 때때로 남편이 구술하는 편지들을 받아적기도 했다. "결혼은 숭고한 제도이며 인간의 가련한 존재 속에서 단 하나의 암벽으로 이루어진 성채처럼 우뚝 서 있다"고 호프만스탈은 카를 야코프 부르크하르트에게 보내는 편지에 적어 보냈다. 호프만스탈이 연관된 외도는 전혀 알려져 있지 않다. 물론 그는 서신 교환을 통해서 여자 작가와의 내밀한 '영혼의 친교'를 돌보기도 했다. 하지만 여인들과의 서신 교환을 통한 우정도 결혼 생활도 그의 마음을 진정으로 채워주지는 못했다.
"남자들 사이의 우정이 삶의 내용을 이룰 수는 없다. 하지만 내가 믿기로는 그것은 삶이 포함하고 있는 가장 순수하고 강력한 것이다. 태어날 때부터 내게 주어진 직업 이외에 그것은 내가 내 삶과 떼어놓고 생각할 수 없는 유일한 것이다. 내가 어떤 상태로 태어났다고 하더라도 나는 그 우정을 찾았을 것이라고 나는 믿는다."
1900년을 전후로 하는 시기에 호프만스탈은 심각한 내적 위기를 맞았다. 그 위기는 언어의 표현 능력에 대한 회의에서부터 생겨난 것이었다. 이 시기에 가정이 그에게는 감정적으로 확고한 발판을 제공했다. 아이들의 탄생과 새로운 우정, 예를 들면 연극 연출가 막스 라인하르트와 작가 루돌프 보르하르트(Rudolf Borchard), 루돌프 알렉산더 슈뢰더(Rudolf Alexander Schröder)와의 우정으로 그는 새로운 자신감을 얻을 수 있게 되었다. 이후 몇 년 동안 그는 라인하르트와 슈트라우스와 함께 그가 지은 대규모 연극 작품을 무대에 올렸다. 1903년 말과 1904년 초에 카를 구스타프 폴묄러(Karl Gustav Vollmoeller)와 호프만스탈을 개인적인 접촉을 하게 되었다. 처음에는 아르투르 슈니츨러로부터, 그 다음에는 막스 라인하르트, 특히 알프레트 발터 하이멜(Alfred Walter Heymel)로부터 지원을 받아서 그들은 기묘한 우정 관계를 심화시켜나갔다. 폴묄러가 호프만스탈과 그의 작품을 아주 높이 평가하고, 그를 동등한 친구이자 동료로 간주했지만, 호프만스탈은 폴묄러의 작품과 활동을 의심을 품고 바라보았다. 특히 폴묄러가 막스 라인하르트와 십 수년 동안 긴밀하게 공동작업을 했다는 사실이 호프만스탈에게는 눈엣 가시와 같았다. 그럼에도 불구하고 아니 오히려 그 때문에 서로 다른 두 작가의 작품이 1903년과 1914년 사이에 풍성한 유사함을 만들어냈고, 서로에게 풍성한 결실을 가져다 주었다.
1907년 호프만스탈은 주간 잡지〈아침〉의 서정적 분야 편집을 맡게 되었다. 이 해에 빈에 있는 오스트리아 학술 아카데미가 자신의 시《하지만 많은 사람들이》를 낭송하는 그의 목소리를 녹음했다. 이 녹음은 오랫동안 독일어권 시인의 목소리를 담고 있는 가장 오래된 녹음으로 간주되었다.
1908년 호프만스탈은 하리 그라프 케슬러(Harry Graf Kessler)와 아리스티드 마욜과 함께 그리스 여행을 했다. 여행과 더불어 그는 수 많은 지식인, 예술가들과 편지 접촉을 했다. 특히 카를 야코프 부르크하르트(Carl Jacob Burckhardt), 토마스 만, 아르투르 슈니츨러, 리하르트 베어호프만(Richard Beer-Hofmann), 인젤 출판사를 만든 알프레트 발터 하이멜과 긴밀하게 접촉을 했다. 철학자 루돌프 판비츠(Rudolf Pannwitz)와 정치적으로 극우에 가까운 수상한 인물들, 예를 들면 나중에 나치 이데올로기를 대변하는 독문학자 요제프 나들러(Josef Nadler)와 작가 막스 멜(Max Mell) 등도 그가 후원을 했던 지식인들이었다.

### 1차 세계 대전과 전후 시기(1914-1929년)
1914년 7월 28일에 1차 세계 대전이 발발했다. 개전이 되었을 때 호프만스탈은 40세였고, 기혼이었으며, 건강 상태가 좋지 않았다. 징집된 이후에 군대는 예비역 장교였던 그를 이스트라반도로 보냈다. 1914년 8월 26일〈새로운 빈 잡지〉에 발표된 헤르만 바르의 전투적 시《전장으로 보내는 인사》가 그에게 배달되기도 전에, 절망에 찬 호프만스탈은 내무부의 전쟁 후생국에 자리를 얻을 수 있었다. 전선에 투입되는 것을 모면한 호프만스탈은 전쟁을 선전하는 글을 썼고, 그 당시 가장 커다란 자유주의적 시민적 잡지였던〈새로운 자유 언론〉에 발표하도록 넘겨주었다.
1915년 그는 《그릴파르처의 정치적 유언》으로써 궁극적으로는 26권으로 끝나게 된 오스트리아 문학 전집의 첫 권을 발행했다. 그는 출판업자 키펜베르거와 함께 이 문학 전집을 간행했다. 그는 이 전집을 1912년 독일어권에서 성공적으로 간행된 인젤 문학 전집과 쌍을 이루는 것으로 파악했고. 호프만스탈은 이미 인젤 문학 전집에《바보와 죽음》,《티치아노의 죽음》,《소규모 세계극》,《행복한 사람들》을 발표했다. 서적 시장에서 기대한 성공이 이루어지지 않았기 때문에, 오스트리아 문학 전집은 1917년 발행을 중단해야만 했다.
전쟁 중에 호프만스탈은 강연을 하기 위해서 자주 외국으로 여행을 갔고, 오스트리아-헝가리 제국을 뛰어난 문화 민족으로 찬양했다. 전쟁 후생국은 그에게 문화와 관련된 임무를 맡겼다. 그는 애국적 글들을 썼고 연설을 했다. 이후 2년 동안 전쟁이 확대되는 동안에 군대는 그를 크라쿠프, 브뤼셀, 베를린으로 보내서 공무를 처리하도록 했다.
1918년 세계 대전이 오스트리아 제국의 패배로 끝났다. 보수적인 애국자였던 호프만스탈에게 이것은 개인적 타격을 의미했고, 그는 그것으로부터 완전히 회복되지 못했다. 그렇지만 전쟁이 끝나고 몇 년 동안이 문학적으로는 아주 생산적인 시기였고, 그이전의 작업이 커다란 단절 없이 지속되었다. 호프만스탈은 재정적 이유 때문에 발행인의 일을 받아들여야만 했다.
1919년 호프만스탈은 처음으로 노벨 문학상 후보 명단에 올랐다. 세 번 더 후보자 명단에 이름이 올랐지만, 호프만스탈에게는 그 상이 수여되지 않았다. 그의 후보자 지명은 주로 스웨덴 작가 페르 할스트룀의 투표에 의해서 아무런 결실도 이루지 못했다. 할스트룀은《장미의 기사》와 같은 작품이 '음탕함'을 풍긴다고 주장하면서 호프만스탈에 반대를 했고, 반유대주의적 논거로 성공을 거두었다.
1920-1927년 사이에 호프만스탈은 수 많은 곳으로, 특히 베를린, 바르샤바, 스칸디나비아의 여러 나라로 여행을 했고, 이탈리아와 스위스로는 여러 번 여행을 했다. 1925년 그는 파리, 모로코, 런던, 옥스포드로 여행을 갔고, 이듬 해 2월에는 시칠리아로 여행을 갔다. 그는 이탈리아에 특별한 관심을 보였고, 많은 오스트리아의 상류 시민 계급처럼 그도 1922년부터 무솔리니가 지배하는 파시즘에 공감을 했다. 1925년 그는 루이 네르츠와 영화감독 로베르트 비네와 함께 장미의 기사 영화 대본을 썼다.

### 죽음과 가족의 운명
1929년 7월 13일 호프만스탈의 아들 프란츠가 26세로 권총 자살을 했다. 예술적 재능이 없던 아들은 삶에서 뿌리를 내릴 수 없었고, 직업적으로 실패를 한 다음에 다시 부모님의 집으로 되돌아왔다. 아들이 자살을 한 지 이틀 후에 호프만스탈은 아들의 장례식에 참석하기 위해서 집을 나서려고 했을 때 뇌출혈을 일으켜 죽었다. 호프만은 명사들을 위해서 마련되어 있던 칼크스부르거 묘지에 안장되었다. 그는 성 프란체스코 세속 3 교단과 결부되어 있다고 느꼈기 때문에, 전통과 그의 소원에 따라서 그는 프란체스코 수도사 복장을 입은 상태로 매장되었다. 그의 장례식에는 수 많은 예술가, 정치가, 수 천명의 시민들이 참석했다. 묘비의 기념물에는 그의 말을 새긴 비명의 새겨져 있었다. "내 몫은 현세의 가냘픈 불꽃이나 좁은 칠현금보다는 많았다."
1938년 3월 12일 오스트리아가 합병되자 가족들은 망명을 갈 수밖에 없게 되었다. 호프만스탈의 재산은 나치에 의해서 압수되었다. 호프만스탈의 부인 게티는 1939년 7월부터 옥스포드에 살았고, 1947년 영국 국적을 취득했다. 그녀는 1959년 11월 9일 죽을 때까지 영국에 머물렀다. 아버지의 매력을 물려받았던 라이문트는 1933년부터 미국인 애바 앨리스 무리엘 아스토어와 결혼을 한 상태였다. 그녀는 상당한 부자인 존 제이콥 아스토어 4세의 외동딸이었다. 라이문트는 아버지의 친구였던 폴묄러의 주선으로 그녀를 알게 되었다. 1939년 그는 영국 귀족 출신인 엘리자베트 파젯과 두 번째로 결혼을 했다. 라이문트는 1974년 3월 20일 죽었다. 그의 누이동생인 크리스티아네는 1928년 인도학 학자였던 하인리히 치머와 결혼을 했고 그와 함께 하이델베르크에서 살았다. 하지만 그녀는 남편이 비 아리아 종족의 여자와 결혼한 사람으로 판정을 받아서 교수 권리를 상실했기 때문에 1940년 뉴욕으로 이민을 갔다. 그녀는 그곳에서 사회학을 공부했고 포트햄 대학에서 조교수를 했다. 뉴욕에 있던 그녀의 집은 오랫 동안 미국과 유럽의 지식인과 예술가들이 만나서 교류했던 장소였다.

## 작품과 주변 환경

### 초기 작품
초기 시대에 호프만스탈은 자신이 속한 세대의 다른 시인들과 마찬가지로 프랑스 상징주의를 목표로 삼아서 방향을 정립했다. 그의 초기 작업들은 문학적 유겐트슈틸이나 문학적 인상주의로 분류될 수 있을 것이다. 17살이었던 호프만스탈은 고독을 진정한 존재 형식으로 지닌 향수에 젖은 사람으로 자신을 간주했다. 그는 당시의 자신을 삼인칭을 써서 다음과 같이 묘사했다.
"8살이 되었을 때 그는 반쯤 잊힌 낮이 뿜어내는 향기에서 가장 커다란 매력을 발견했고, 많은 일들을 그저 미래의 아름다운 기억의 씨를 뿌리기 위해서 둔한 본능에 따라서 행했을 뿐이었다. 그렇게 체념하게 된 그는 현재의 가치와 매력을 과거가 되어버린(현재)로부터 기대하는 것에 익숙해졌다."
"현재의 가치와 매력을 과거가 되어버린 (현재)로부터 기대하는" 이 같은 태도가 어떤 의미에서는 그의 초기 서정시를 묘사하는 것이도 하다. 초기 서정시에는 '고독', '죽음', '삶'과 같은 단어들이 빈번하게 등장했다. 죽음은 아름다움에 있고, 아름다움은 죽음과 몰락 속에 있다고 했다. 삶이 공허하게 되는 곳에서 몰락은 갱생에 대한 약속을 감추어둔다고 했다. 이런 생각은 그의 첫 번째 8행으로 이루어진 서정시〈삶〉에서 잘 드러나 있다.
태양이 생기가 사라져 공허한 낮을 향해서
도시를 향해서 금빛 찬란하고 격렬하게 가라앉는다
마찬가지로 태양이 이야기할 것과 선사할 것이 많은
시간을 향해서 다양한 모습으로 가라않는다.
황금의 대기는 그림자를 받치고 있는 것처럼 보인다.
가라앉아버린 낮의 창백하고 부드러운 형상의 그림자를
미끄러지듯 사라진 모든 시간을
모습이 바뀐 가능성의 숨결이 휘감고 있다
서정적 자아는 뒷전으로 완전히 물러나 있다. 인상의 세계는 사물 속에 존재한다. 그리고 그 사물들에는 상징적 의미가 담겨져 있다. 태양, 도시, 시간, 그림자, 이 모든 것들은 신비적인 중요성을 지녔다. 감정은 묘사될 필요가 없다. 감정은 주체 속이 아니라, 사물 속에 존재한다.
그의 초기 작품은 십수명의 문학적 재능을 기닌 젊은이들이 천재로 대단한 칭찬을 받았던 시기에 해당된다. 소수의 문학가들만이 이런 요구를 충족시킬 수 있었다. 많은 문학가들이 등장할 때와 마찬가지로 재빨리 무대에서 사라졌다. 호르만스탈도 오랫동안 초기 시대의 서정시와 단편적인 드라마로 얻은 명성에 의해서 측정되었다. 호프만스탈이 18살 때 지은 《바보와 죽음》이 그의 가장 인기있는 작품, 심지어는 가장 훌륭한 작품이라고 이야기하는 사람들도 있었다. 호프만스탈 자신은 오랫동안 이런 그림자에서 벗어나기 위해서 애를 썼다.

### 시 이론
호프만스탈이 지닌 문학적 중요성은 그가 아주 일찍부터 시학적 성찰을 통해서 자신의 작품에 대한 입장을 분명하게 취했다는 점에서도 근거를 찾을 수 있다. 세기 말에 일반적이었던 것처럼 그의 경우에도 체계적으로 가다듬은 문학 이론이 존재하는 것이 아니라, 산발적으로 존재하는 에세이와 문학적 형식으로 쓰여진 문학 이론적 성찰이 존재했다. 그의 초기 견해는 그의 시가 심각한 변화를 겪은 것과 마찬가지로 후기에 나타난 언어에 대한 회의와는 명백하게 구분된다.
젊은 호프만스탈은 슈테판 게오르게의 미학주의와 완전히 일치했다. 시적 언어는 일상의 언어와 구분되어야만 하고, 완결된 '전체', 독자적 법칙을 지닌 그 차체로 완결된 예술-세계를 이루어야만 한다는 것이었다. 예술은 외적 목적에 봉사할 필요가 없다고 했다. "시로부터 삶으로 이어지는 직접적인 통로는 없다. 삶에서 시로 이어지는 직접적인 통로도 없다. 삶의 내용을 담고 있는 단어와 시에서 존재하는 꿈과 같은 유사한 단어는 서로 떨어지려고 애를 쓰며, 우물에 있는 2개의 두레박처럼 서로의 곁을 낯선 존재처럼 지나쳐 간다." 이 문장으로 호프만스탈은 슈테판 게오르게가 쓴 논문을 암시하고 있다. 그 논문에서 게오르게는 다음과 같이 적고 있다. "의미가 아니라 형식이, 다시 말하자면 외면적인 것이 아니라, 리듬과 음향에서 깊게 자극을 주는 것이 시의 가치를 결정한다. 그것을 통해서 언제나 원초적인 존재인 거장은 이류의 예술가인 후손가 구분된다. (……) 동시에 엄격한 리듬은 최고의 자유다"
게오르게와는 달리 호프만스탈은 시가 분위가, 환상과 경험과 연관되어 있다는 점을 강조했다. 시는 '삶'을 완전히 부정하는 것이 아니라, 간접적으로 다시 삶으로 이끈다고 했다. 독문학자 쿠프만(Koopmann)은 이것을 시와 삶은 비유와 상징 속에서 서로 모범적으로 결합되어 있다. 상징이 삶과 삶의 경험과 동일하게 되는 것과 마찬가지로 비유 속에서 세계의 연관 관계가 온전하게 눈에 보이게 된다고 해석했다. 호프만스탈도 '기이하게 진동하는 상태'에 대해서 이야기를 한 적이 있었다. "그 상태 속에서는 비유가 소나기, 번개, 폭풍의 형태로 우리들에게 다가온다. 우리들이 잠시 동안 위대한 세계의 연관관계를 예감하게 되고, 전율하면서 이념의 현존을 감지하게 되는 전광석화와 같은 순간적 깨닭음이다."
〈시예술〉이라는 제목을 달고 있는 짧은 시(1898년)에서는 시 창작의 문제가 다음과 같이 파악되고 있다.
무시무시하군 이 예술은! 나는 내 몸에서 실을 자아낸다
동시에 이 실은 공중에 걸린 내 길이기도 하다
그에 의하면 시인은 일종의 줄타기꾼이지만, 그는 이 줄을 자신의 몸에서 끄집어내는 것이다. 그는 정신이 아니라, 몸에서 그것을 끄집어낸다. 몸은 삶이 자리를 잡고 있고, 도취와 같은 감정이 일어나는 곳이다. 3행이 일절을 이루는 시형식(Terzine), 아랍의 시형식(Ghasel), 8행의 시와 같은 확고하게 틀이 짜여져있고, 부분적으로 이국적인 운율체계는 균형을 유지하려는 행위가 성공하도록 만들어야만 한다.
시문학의 임무는 시민적 리얼리즘에서 볼 수 있는 것과 같은 관찰자의 보다 안전한 발판에서 이루어진 객관적인 세계 묘사도 아니고, 문학적 인상주의가 수행했던 주관적 인상의 수집도 아니다. 오히려 '언어 자체가' 시인이 밟고 있는 줄이다.
얼마 되지 않아서 시인이 자신의 몸에서 끄집어내었던 극도로 팽팽하게 맺어졌던 실이 끊어졌다. 1902년 10월 18일 베를린의 문학 잡지인〈대낮〉에 〈챈챈도스의 편지〉가 발표되었다. 이 글에서 호프만스탈이 어떤 절망 때문에 청춘시대의 시학을 부정하고 있는지가 자세하게 드러나 있었다. 결코 답장을 하지 않을 수신자에게 보내는 허구의 편지라는 형식을 취하고서 그는 그는 아주 웅변적으로 말하기의 불가능성에 대해서 이야기를 한다.
연관성을 지닌 채 무엇인가에 대해서 생각하거나 이야기할 수 있는 능력이 내게서 완전히 사라져 버렸습니다. (……) '정신', '영혼', '육체'와 같은 단어를 이야기하는 것만으로도 저는 설명할 수 없는 불편함을 느낍니다.(……) 어떤 판단인지 드러내기
위해서 자연적으로 입술이 사용해야만 하는 추상적인 단어들이 내 입안에서 부패한 버섯처럼 부서집니다(챈도스의 편지 1902년에서 인용)
챈도스의 편지는 호프만스탈의 예술개념에 단절을 표시한다. 되돌아보면 지금까지의 삶은 언어, 삶 그리고 자아의 단절없는 통일로 나타난다. 하지만 이제 삶은 더 이상 언어로 재현될 수 없고, 오히려 그것은 직접 사물 속에 현존하는 것이다.
글을 쓰기 위해서만이 아니라, 생각을 할 수 있도록 내게 주어진 언어는 라틴어도 아니고 영어도 아닌, 이탈리아어도 아니고 스페인어도 아닌 언어, 말 없는 사물이 때때로 내게 말을 건낼 때 사용하고, 내가 향후 무덤에서 알지 못하는 심판관 앞에서 책임
을 져야만 할지도 모르는 언어이기 때문이다.(같은 곳에서 인용)
새로운 언어는 기호를 통해서 중재되는 것이 아니라, 직접적이어야만 한다. 그 언어는 수사학이 아니라, '계시'여야만 한다. 이러한 요구가 구체적으로 어떻게 충족될 수 있을 것인가에 대해서는 편지는 아무런 언급도 하지 않는다. 편지는 화자의 침묵으로 끝난다. 그럼에도 그것을 통해서 호프만스탈은 최종적으로 슈테판 게오르게와 그의 탐미주의로부터 해방될 수 있었다.
나중에 호프만스탈은 언어와 화해를 이루게 되는 입장으로 가는 길을 발견했다. 이 생각은 특별히 그가 점점 관심을 기울이게 되었던 연극과 연관되어 있다.《장미의 기사》(1911년)에 대한 쓰여지지 않은 후기에서 그는 언어 그리고 음악을 일종의 기운으로 파악했다. 그 기운으로부터 시작해서 모든 생기가 형상 속으로 밀려드는 것이라고 했다. 나중에 쓰여진 장미의 기사에 대한 서론에서도 그는 언어가 사회적 지위와 동시에 시간을 특징짓는 '상상적' 언어라고 이야기를 한다.
위대하고 단순한 종류의 극적 형상은 진정으로 민중으로부터 솟아나온다. 그 형상들이 민중 앞이 아닌 다른 누구의 앞에 서 있을 수 있다는 것인가? (……) 하지만 우리들은 죽은 것, 시대에 맞지 않는 것을 그것들 앞에 가져다 놓지 않았던가! 우리 시대에
는 우리 자신의 시대에 대해서 요랸을 떤다. (……) 시인에게 쾌적한 것은 말할 수 없을 정도로 단절된 상태를 단절되지 않은 세계 상태와 대비시키는 것에 있다. 단절되지 않은 상태는 가장 내밀한 본질 속에서 단절된 상태와 동일하다.(대중 앞에서의 연극. 1911년)
시는 이제 새로운 임무, 즉 반쯤 허구적인 귀족 사회를 창조적으로 복원해야하는 임무에 도달하게 되었다고 한다.

### 드라마

#### 신비극
신비극은 원래는 중세 후기에 생겨났다. 괴테가 파우스트에서 다시 그것을 받아들였다. 호프만 폰 팔러스레벤(Hoffmann von Fallersleben)과 카를 임머만(Karl Immermann)이 19세기에 그것을 발전시켰다. 호프마스탈은 이 형식을 명시적으로 독일 문학의 뿌리로 되돌아가는 동시에 관중을 다시 '독일 민중'으로 만들 수 있는 가능성으로 보았다.
"관중은 요동치고, 경솔하고 변덕스럽다. 민중은 오래되고 현명하며 자신에게 유익한 영양분을 알고 있는 거대한 몸뚱이다. 민중은 대규모로 이해하고 받아들이며 자신이 가진 것 중에서 가장 성스러운 것을 순수하고 의식적으로 그에게서부터 생겨난 개별자
들과 공유한다"(대중 앞에서의 연극)
현재는 자신을 투영하는 것에서, 원래의 시대에 적합하지 않은 것에서 자신에게로 이르는 길을 발견한다. 이 때 결정적인 양식 수단은 우의다. 왜냐하면 우의는 "흘러서 사라지는 세계의 본질을 그와 같은 방식으로 확실한 대조로 응축하기" 때문이다. 그러므로 우의는 현재의 혼란스런 세계를 다시 파악할 수 있는 것으로 만드는 시대에 적합한 수단이 되는 것이다.
호프만스탈의 대규모 신비극은《모든 사람Jedermann》(1911년)과 《잘츠부르크 대규모 세계극》(1922년)이 있다.

#### 비극(Trauerspiel1920-1927년)
마지막 창작 시기의 중심 작품은 비극〈탑〉이었다. 시인은 1920년 여름부터 1927년 늦가을까지 매번 새롭게 시도를 하면서 그 비극의 최종적인 모습과 무대에 적합한 형식을 얻기 위해서 분투했다. 작가가 살아 있는 동안에 여러 판본이 출간되었다. 가장 먼저 출간된 두 가지 판본에서 지기스문트는 통치권을 평화의 제국을 건설한 신비한 어린이왕에게 넘겨주었다. 세 번째와 네 번째 판본에서는 마지막 부분에서 반란자 올리비에가 승리를 거둔다. 그는 지기스문트를 살해하도록 교활하게 사주했고 폭력의 지배를 확고하게 다졌다. 이 비극으로 호프만스탈은 자신이 살던 시대의 정치적, 사회적 측면들을 형상화하고 해석하려는 시도를 했다. 일차 세계대전의 경험이 밑바탕에 깔려 있는 이 작품의 중심에는 정신과 권력의 갈등과 정당한 지배의 문제가 있다. 드라마의 사건은 시간적으로 멀리 떨어져 있는 역사적-신비적 사건에 짜맞추어져 있다. 그것을 통해서 그 작품은 특별한 형식을 획득하게 되었는데, 그 형식으로 인해서 호프만스탈은 "이 비극작품이 지닌 초역사적인 특성", "과거와 현재 사이에서 부유하는 것"에 대해서 말을 할 수 있게 되었다. 드라마를 만들기 시작한 출발점은 칼데론(Calderon)의 연극〈인생은 꿈〉이었다. 호프만스탈은 1901년부터 계속해서 이 작품에 몰두했었다. 드라마의 형식에 대한 개념은 고전적 비극보다는 바로크 비극에 방향을 맞추었다. 발터 벤야민이 서평에서 이런 특성에 대해서 처음으로 지적을 했었다.

### 연극의 임무
연극의 진정한 가치는 호프만스탈에 의하면 세계와 사회에서 모든 사람들이 지니고 있는 자리를 이해할 수 있도록 만들 수 있는 능력에 있다고 한다. "연극은 연극과 관련을 맺고자 하는 위대한 사람들에게도 마찬가지로 가혹하게 굴고, 내 생각으로는 사랑처럼 아주 도덕적인 훈육을 시킨다. 사랑은 특별한 경우를 전혀 용인하지 않는다. 양자는 위대한 사람과 보잘 것 없는 사람 모두를 복종하는 인물로 요구하고, 어떤 위엄도 용인하지 않는다. 양자는 개인과 독창적인 존재 모두에게 교만의 한계와 독자적인 삶에 대한 권리가 지닌 한계를 보여주며, 성스런 가리침을 이해하도록 만든다. 인류와 구분되는 특별한 존재가 될 수 없다는 교훈, 위대함의 유일한 기준은 인류 전체와 공유하는 것의 종류와 위대함 속에 존재한다는 교훈이 바로 그것이다."
결론적으로 말해서 연극의 임무는 사회의 질서를 표현하는 동시에 질서를 만들어내는 것이다. 개인은 사회보다 위에 서서는 안 되기 때문에, 연극이 개인에게 그에게 주어진 위치를 가르쳐주어야만 한다는 것이다. "연극을 진지하게 다루고자 한다면, 그것은 언제나 정치적 장으로 남는다. 대중 앞에 등장함으로써 사람은 행동을 하게 되는 것이다. 왜냐하면 사람은 대중에게 영향을 미치려고 하기 때문이다."